# Jewel of the Nile
Jewel of the Nile è il terzo album del duo hip hop statunitense Nice & Smooth, pubblicato nel 1994. Miglior risultato commerciale del duo, secondo Nathan Rabin, autore musicale di AllMusic, il disco è uno «dei più sottovalutati e ignorati degli anni novanta».
| Recensione | Giudizio |
| ---------- | -------- |
| AllMusic   | [ 1 ]    |

## Tracce
1. Return of the Hip Hop Freaks – 3:16 – Greg Nice
2. The Sky's the Limit – 3:32 – Greg Nice
3. Let's All Get Down (featuring Slick Rick) – 3:41 – Greg Nice
4. Doin' Our Own Thang – 4:28 – Mark Spark
5. Do Whatcha Gotta – 3:08 – Showbiz, Greg Nice
6. Old to New – 4:13 – Luis "Phat Kat" Vega
7. Blunts – 2:28 – Showbiz, Greg Nice
8. Get Fucked Up – 2:31 – Greg Nice, Luis "Phat Kat" Vega (co-prod.)
9. Save the Children (featuring Everlast) – 3:01 – Greg Nice
10. Cheri (featuring Jo-Jo Hailey & Mark C. Rooney) – 5:58 – Prince Markie Dee, Cory Rooney
11. No Bones (Remix) (Bonus Track) – 2:58 – Greg Nice

## Classifiche

### Classifiche settimanali
| Classifica (1994)         | Posizione massima |
| ------------------------- | ----------------- |
| Stati Uniti               | 66                |
| US Top R&B/Hip-Hop Albums | 13                |